# جانيت ولز
جانيت ولز (بالإنجليزية: Janet Wells)‏ هي متزحلقة نيوزيلندية، ولدت في 1957.

## وصلات خارجية
- جانيت ولز على موقع أوليمبيديا (الإنجليزية)
- جانيت ولز على موقع اللجنة الأولمبية النيوزيلندية (الإنجليزية)